# 小野寺秀和

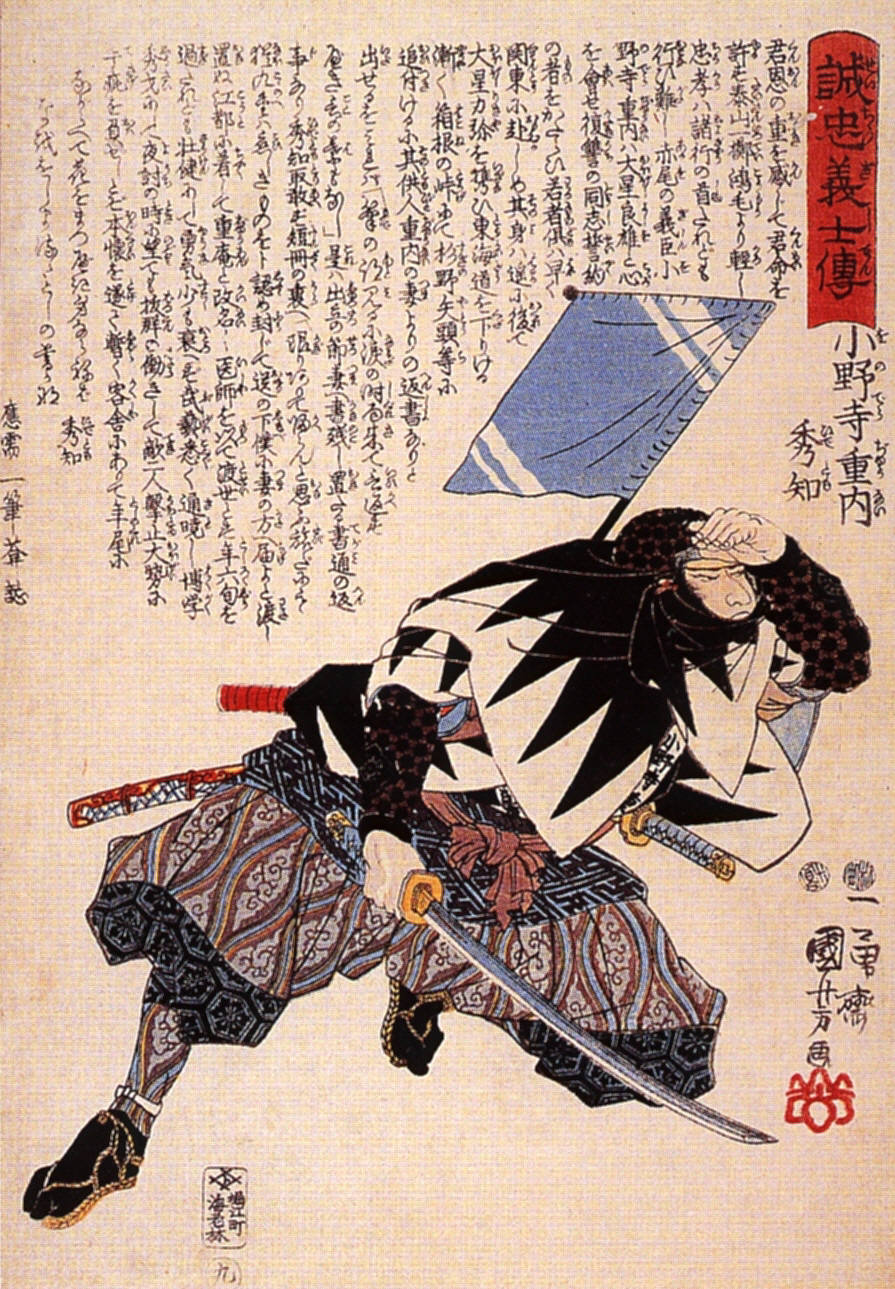
『誠忠義士傳　小野寺十内秀和』（歌川国芳画）

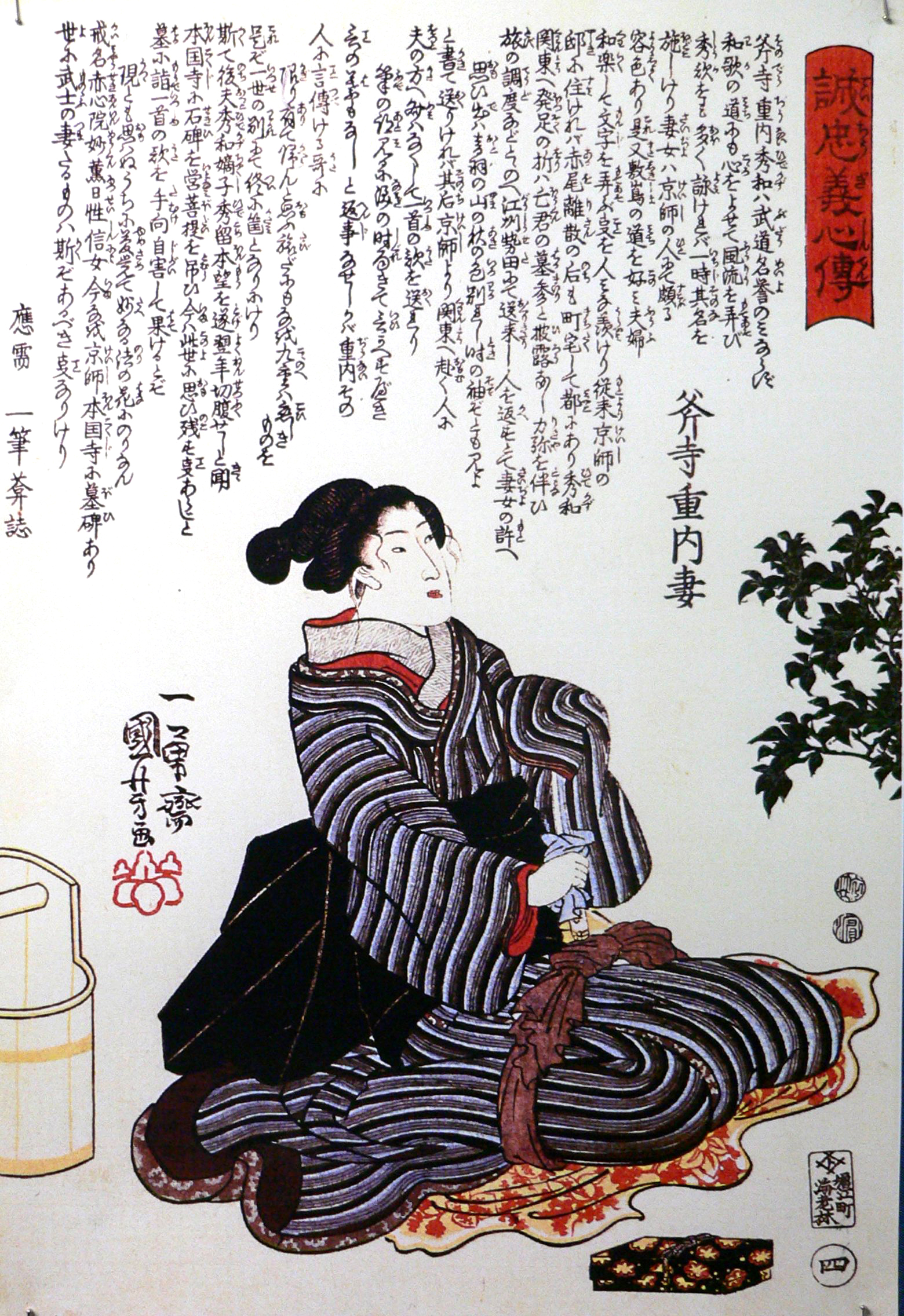
『誠忠義士傳　斧寺十内妻』（歌川国芳画）

小野寺 秀和（おのでら ひでかず、寛永20年（1643年）- 元禄16年2月4日（1703年3月20日）））は、江戸時代前期の武士。赤穂浪士四十七士の一人。小野寺又八の子。通称は十内（じゅうない）、雅号は里竜、悦貫。本姓は藤原氏。家紋は木瓜。変名は、仙北十庵。

## 生涯
寛永10年（1643年）、浅野家家臣・小野寺又八の長男として常陸国笠間（赤穂移封前の浅野家城地）に誕生。母は多川九左衛門女。弟に岡野包住（岡野包秀の父）、姉に貞立尼（大高忠晴の室。大高忠雄と小野寺秀富の母）がいる。また間瀬正明・正辰父子、中村元辰なども縁戚にあたる。
赤穂藩士として仕え、150石を知行。寛文末から延宝初年ごろの間に灰方佐五右衛門の娘の丹と結婚し、丹と秀和は仲睦まじいことで知られ、丹の妹・いよも秀和の養女に迎えられた。また、秀和は武道のみならず和歌、古典、儒学にも通じ、元禄7年（1694年）に京都留守居役（役料70石）を拝命したのを機に、京で儒者・伊藤仁斎に経史を学び、さらに夫婦で歌人・金勝慶安に師事して数々の和歌を残している。
元禄14年（1701年）3月14日、主君・浅野長矩が江戸城松之大廊下で吉良義央に刃傷に及び、浅野長矩は即日切腹、赤穂藩は改易と決まった。京都でこの凶報に接した秀和は老母と妻を残し、鎧一領、槍一筋を具して篭城討死覚悟で赤穂へ駆けつけた。赤穂城開城では大石良雄の右腕として活動。江戸幕府目付・荒木政羽、榊原政殊の接待役にあたった。
赤穂城明け渡し後、6月に京都に戻った。基本的にはその後も大石派（お家再興優先派）として行動し、7月に大石が長矩の親族である戸田氏定（大垣藩主）に主家再興の嘆願に訪れた時も同道している。その後、長矩の実弟・浅野長広に広島本家お預りが決まり、主家再興の望みが消えると、大石良雄は仇討ちを確定し、元禄15年（1702年）10月に秀和も瀬尾孫左衛門とともに江戸へ下り、大石の嫡男・大石良金や養子秀富と麹町中村宿宅にて同居した。偽名として「仙北十庵」と名乗る。その後も討ち入りまでの間、大石良雄をよく補佐し続けた秀和だが、元禄15年（1702年）4月21日には養女いよ、9月5日には弟の岡野包住、9月9日には母と、この頃立て続けに血縁を失っている。
12月14日の吉良邸討ち入りでは裏門隊に属して吉田兼亮、間光延とともに裏門隊大将大石良金の後見にあたった。討ち入ろうとした直前、二人の敵が屋敷から飛び出し逃げようとしたので、大石・吉田・間・片岡らと一緒にこれを取り囲み、秀和は槍で杉松三左衛門を討ち取っている。もう一人の牧野春斎は間が突き殺した。その後邸内に皆で入り、秀和はさらに二人の敵を倒している。
武林隆重が吉良義央を斬殺し、一同がその首をあげたあとは、大石良雄らとともに熊本藩主・細川綱利の下屋敷へお預けとなる。細川家にお預け中は、妻丹と折に触れて和歌のやりとりをしている。元禄16年（1703年）2月4日、幕府の命により細川家家臣・横井時武の介錯で切腹。享年61。主君浅野長矩と同じ高輪泉岳寺に葬られた。戒名は刃以串剣信士。

## 後史
妻の丹は、秀和の死後の6月18日、京都本圀寺で絶食して自害し、夫の後を追った。養子・小野寺秀富（大高忠雄の弟）、養女いよとは別に、妾との間に徳之丞という庶子があり、連座を怖れて各地を放浪したとも伝わる。